# Torrelles de Foix
Torrelles de Foix település Spanyolországban, Barcelona tartományban. Lakosainak száma 2657 fő (2024).

## Földrajza
Torrelles de Foix La Llacuna, Font-rubí, Sant Martí Sarroca, El Montmell és Pontons községekkel határos.

## Népesség
A település lakosságának változását az alábbi diagram mutatja:
| Lakosok száma | 476  | 1982 | 1402 | 1025 | 1131 | 1944 | 2463 | 2308 | 2348 | 2657 |
|               | 1717 | 1887 | 1936 | 1960 | 1986 | 2004 | 2009 | 2014 | 2019 | 2024 |